# Goroubankassam
Goroubankassam este o comună rurală din departamentul Dosso, regiunea Dosso, Niger, cu o populație de 24.870 de locuitori (2001).